# Lipova
Lipova (tysk og ungarn: Lippa; serbisk: Липова, Lipova; tyrkisk: Lipva) er en by i distriktet Arad i Rumænien, beliggende i den historiske region Banat. Den ligger i en afstand af 34 km fra distriktshovedstaden Arad, i kontaktzonen mellem floden Mureș og Zarandi-bjergene (ro), den vestlige højslette og Lipova-bjergene. Byen har 10.040 (2021) indbyggere og administrerer et areal på 134,6 km² med de to landsbyer, Radna (Máriaradna) og Șoimoș (Solymosvár).
Den første skriftlige omtale af byen går tilbage til 1315 under navnet Lipwa. I 1324 blev bebyggelsen nævnt som castellanus de Lypua, et stednavn, der afspejler dens forstærkede karakter på det tidspunkt.

## Etymologi
Navnet er afledt af det slaviske ord lipa, lindetræ, med endelsen -ova'. 
- Bebudelseskirken i Lipova
- Atanasie Marinescu gymnasiet i Lipova
- Klosterkirken Maria Radna i Radna
- Ruiner af Șoimoș Citadel